# Fortin de la Vigie
Le fortin de la Vigie ou fort de la Vigie est un ouvrage militaire français situé sur l'île de Port-Cros (Var) édifié en 1810 sur le point culminant de l'île, à 199 m d'altitude. Sa conception est attribuée à François Nicolas Benoît Haxo.

## Généralités
Le fort est utilisé actuellement[Quand ?] par la DGA Essais de missiles comme base de mesure des trajectoires de ces derniers lors des lancements à partir de l'île du Levant.
Dans les années 1920 et au moins jusqu'à la dernière guerre, il fut loué à une société en participation au nom de la NRF, La Nouvelle Revue française, grâce aux efforts de Jean Paulhan. Port-Cros devint alors un des hauts lieux de la NRF.
Le fortin est inscrit au titre des monuments historiques par arrêté du 12 février 1947.